# Котов, Алексей Дмитриевич
Алексей Дмитриевич Котов — советский военный деятель, генерал-лейтенант.

## Биография
Родился в 1921 году в деревне Думино. Член КПСС с 1940 года.
Участник Великой Отечественной войны: командир дивизиона 139-го отдельной зенитной артиллерийской дивизии РГК
В 1961 г. — командир 17-й дивизии ПВО.
В 1965—1974 гг. — начальник штаба - первый заместитель командующего 6-й отдельной армии ПВО.
В 1974—1985 гг. — начальник штаба гражданской обороны города Ленинграда и Ленинградской области.
Умер в 1989 году в Ленинграде.

## Награды
- Орден Красного Знамени (1968)
- Орден Александра Невского (1945)
- Орден Отечественной войны I степени (1985)
- Орден Отечественной войны II степени (1944)
- Орден Трудового Красного Знамени (1978)
- Орден Красной Звезды (1943, 1954)